# 사초항
사초항은 전라남도 강진군 신전면 사초리에 위치한 어항이다. 2005년 4월 27일 지방어항으로 지정되었다. 시설관리자는 강진군수이다.

## 연혁
사초(沙草)는 마을이 모래가 퇴적된 층(등)에 형성되었으며 띠풀이 많이 있어 사초리라 칭하여 현재에 이르며 문헌상 마을의 지명이 처음나온 것은 1789년 「호구총수」에 백도면의 41개 마을중 한 마을로 기록되어 있으며 1914년 일정에 의한 행정구역 통폐합으로 도암면 소속이 되었다가 1983년 2월 15일 도암면에서 신전면이 분리됨에 따라 다시 신전면이 되었다.

## 어항 시설
- 방파제 591m, 물양장 225m

## 어항구역
본 항의 어항구역은 다음과 같다.
- 남방파제 기부측 돌출부에서 정동으로 300m 지점(해상)과 이점에서 정북으로 538m지점(해상)과 이점에서 정서방향으로 749m지점(해상)과 연결하는 선에 따라 형성하는 공유수면

## 개발계획
- 2006년 2월 20일 고시된 사초항 개발계획(공사비 57억원)은 다음과 같다.[2]
  - 방파제: 사석경사식 120m
  - 물양장: 콘크리트블록식 100m (접속호안 20m포함)
  - 준설: 박지준설 70,910m3
  - 기시설 방파제보강: 상치콘크리트 471m
  - 수용어선: 110척

## 주요 어종
- 김, 새고막, 바지락, 개불